# Winter Park (Kolorado)
Winter Park – miasto w Stanach Zjednoczonych, w stanie Kolorado, w hrabstwie Grand.